# Орлов, Борис Павлович
Бори́с Па́влович Орло́в (31 января 1892, Рязань — 16 мая 1967, Москва) — советский географ, доктор географических наук, профессор, декан Географического факультета МГУ (1940—1941), исполняющий обязанности ректора МГУ (1941—1942). Академик АПН РСФСР (1947).

## Биография
Родился в Рязани 31 января 1892 года[по какому календарю?].
После окончания Рязанской гимназии поступил в Императорский Санкт-Петербургский университет, где окончил сразу два факультета[уточнить]: физико-математический (1912) и естественный (последний — по специальности «география», 1916).
В 1914 году был направлен Русским географическим обществом в экспедицию в Среднюю Азию. В эту и последующие экспедиции Орлов организовал в песках Каракумов стационарные гидрометеорологические наблюдения, которые позволили ему сделать интересные научные выводы о конденсации водяного пара в барханных песках.
Педагогическую деятельность начал в 1916 году: сначала преподавал на Высших сельскохозяйственных курсах, затем читал лекции в Военно-морском гидрографическом училище и в Петроградском университете.
С 1928 года работал в Главной геофизической обсерватории.
В 1930 году был приглашён в Московский гидрометеорологический институт, где был заместителем директора по учебной и научной работе и заведующим кафедрой общей гидрологии. С 1933 года и до конца жизни преподавал в Московском университете: на почвенно-географическом, а с 1938 года — на только что организованном географическом факультете. В 1938—1951 годах он заведовал здесь кафедрой общей физической географии, в 1940—1941 был деканом факультета и директором НИИГа (Научно-исследовательского института географии МГУ). По воспоминаниям слушателей его лекций, Борис Орлов был блестящим лектором. Особенной популярностью пользовались его лекции по истории географии.
В 1941 году Борис Орлов был назначен проректором университета, а в самый тяжёлый военный период, с 16 октября 1941 до конца 1942, когда факультеты МГУ находились в эвакуации, исполнял обязанности ректора университета в Москве. Фактически в этот период Орлов жил на казарменном положении в здании университета, неоднократно лично участвовал в тушении зажигательных бомб.
20 февраля 1947 г. был избран Действительным членом АПН РСФСР по Отделению методик преподавания основных дисциплин в начальной и средней школе.
Активно участвовал в работе Академии педагогических наук, являлся её первым вице-президентом.
С 1959 по 1963 год был заведующим кафедрой гидрологии суши географического факультета МГУ.
Скончался 16 мая 1967 года. Похоронен на Ваганьковском кладбище (36 уч.).

## Награды и премии
- Медаль имени К. Ушинского (1962).
- Медаль имени А. Гумбольдта (ГДР, 1959).